# Bengalia samburella
Bengalia samburella este o specie de muște din genul Bengalia, familia Calliphoridae. A fost descrisă pentru prima dată de Andy Z. Lehrer în anul 2005.
Este endemică în Kenya. Conform Catalogue of Life specia Bengalia samburella nu are subspecii cunoscute.